# Comuna Liebling, Timiș
Liebling este o comună în județul Timiș, Banat, România, formată din satele Cerna, Iosif și Liebling (reședința).

## Localizare
Localitatea Liebling este situată în partea de sud-vest a județului Timiș, la o distanță de 35 km fata de municipiul Timișoara, pe drumul județean DJ 69 și respectiv drumul național DN59. Alte orașe apropiate sunt: Deta la 32 km, Ciacova la 20 km și Gătaia la 25 km. Este legată de rețeaua feroviară prin intermediul liniei secundare Jebel-Liebling,dar care este inchisă din 27 februarie 2014

## Istorie
Prima atestare documentară a localității apare în secolul XIII sub numele de Besd sau Desd. Comuna Liebling a fost înființată în anul 1786 prin colonizarea etnicilor germani (șvabi).

## Populația (evoluție istorică)
Populația comunei Liebling a evoluat astfel:

## Demografie
Componența etnică a comunei Liebling
     Români (83,44%)
     Romi (2,68%)
     Maghiari (1,76%)
     Alte etnii (0,71%)
     Necunoscută (11,41%)
Componența confesională a comunei Liebling
     Ortodocși (72,13%)
     Penticostali (7,15%)
     Romano-catolici (3,1%)
     Greco-catolici (2,68%)
     Alte religii (2,77%)
     Necunoscută (12,18%)
Conform recensământului efectuat în 2021, populația comunei Liebling se ridică la 3.358 de locuitori, în scădere față de recensământul anterior din 2011, când fuseseră înregistrați 3.723 de locuitori. Majoritatea locuitorilor sunt români (83,44%), cu minorități de romi (2,68%) și maghiari (1,76%), iar pentru 11,41% nu se cunoaște apartenența etnică. Din punct de vedere confesional, majoritatea locuitorilor sunt ortodocși (72,13%), cu minorități de penticostali (7,15%), romano-catolici (3,1%) și greco-catolici (2,68%), iar pentru 12,18% nu se cunoaște apartenența confesională.

## Politică și administrație
Comuna Liebling este administrată de un primar și un consiliu local compus din 13 consilieri. Primarul, Ioan-Gheorghe Munteanu[*], de la Partidul Social Democrat, este în funcție din 2008. Începând cu alegerile locale din 2024, consiliul local are următoarea componență pe partide politice:
|  | Partid                          | Consilieri | Componența Consiliului | Componența Consiliului | Componența Consiliului | Componența Consiliului | Componența Consiliului |
|  | ------------------------------- | ---------- | ---------------------- | ---------------------- | ---------------------- | ---------------------- | ---------------------- |
|  | Partidul Social Democrat        | 5          |                        |                        |                        |                        |                        |
|  | Alianța pentru Unirea Românilor | 4          |                        |                        |                        |                        |                        |
|  | Alianța Dreapta Unită           | 2          |                        |                        |                        |                        |                        |
|  | Partidul Național Liberal       | 1          |                        |                        |                        |                        |                        |
|  | Partidul România Puternică      | 1          |                        |                        |                        |                        |                        |

## Personalități
- Heinrich Erk (n. 11 ianuarie 1920), poet și scriitor de limba germană și lingvist